# Grande Prêmio do Oeste dos Estados Unidos de 1982
Resultados do Grande Prêmio do Oeste dos Estados Unidos de Fórmula 1 realizado em Long Beach em 4 de abril de 1982. Em sua terceira corrida desde que interrompeu uma "aposentadoria" voluntária de dois anos, o austríaco Niki Lauda venceu pela décima oitava vez na carreira, a primeira pela McLaren-Ford, com Keke Rosberg em segundo na Williams-Ford. O canadense Gilles Villeneuve terminou em terceiro, mas foi desqualificado após a corrida quando os comissários acolheram um protesto acerca da asa traseira de sua Ferrari, resultando na ascensão de Riccardo Patrese ao "pódio oficial" via Brabham-Ford.

## Resumo

### O retorno de Mario Andretti
Apenas cinco dias após a corrida no Brasil, o argentino Carlos Reutemann surpreendeu Frank Williams e todos no paddock anunciando sua aposentadoria. Quando Alan Jones (campeão mundial de 1980) reiterou que não voltaria a correr, o time contratou o americano Mario Andretti. Campeão mundial de 1978, seu contrato com a Patrick Racing na Fórmula Indy não o impedia de regressar à Fórmula 1 durante aquele fim de semana, então ele concordou em guiar o segundo carro da Williams dizendo: "Eu não tinha mais nada para fazer, então aceitei".

### Andrea de Cesaris faz a pole
Mudanças significativas foram feitas no traçado da pista desde a corrida do ano anterior e a principal envolvia a inserção de uma chicane na reta principal do circuito e modificações nas curvas visando melhorar a segurança, o que não impediu a excêntrica inserção de "meia volta" no percurso a ser cumprido de modo a compensar o fato que os pontos de largada e de chegada estavam em lugares diferentes, anomalia a ser eliminada no ano seguinte. Durante o treino oficial de sábado os carros com pneus Michelin apresentavam melhor ritmo de classificação que os bólidos calçados pela Goodyear, vide o ímpeto de Niki Lauda, líder da sessão até Andrea de Cesaris cravar 1:27.316 com sua Alfa Romeo a três minutos do fim aproveitando o pouco tráfego e o uso dos pneus de classificação. Assim o italiano tornou-se o mais jovem pole position da categoria aos 22 anos e 308 dias de idade (recorde batido por Rubens Barrichello no Grande Prêmio da Bélgica de 1994) e ficou em êxtase com sua primeira (e única) pole numa carreira de 208 grandes prêmios (ressalte-se que foi a décima segunda e última pole position da Alfa Romeo na história da categoria, marca ainda vigente em 2020). O campeão mundial Nelson Piquet foi o melhor dentre os carros com pneus Goodyear com o sexto ponto, enquanto Mario Andretti e Eddie Cheever dividiram a sétima fila.
Em meio à agitação do treino oficial a Ferrari chamou a atenção por sua asa traseira incomum: duas peças em separado na parte posterior do carro, mas fixadas lado a lado e presas num mesmo suporte, dando à peça dimensões proibidas no regulamento da competição. Afrontar acintosamente as normas desportivas é um desafio do time italiano para testar a coerência da Federação Internacional de Automobilismo Esportivo (FISA) quanto às desclassificações de Nelson Piquet e Keke Rosberg no Grande Prêmio do Brasil, matéria pendente de julgamento pelo Tribunal de Apelação da FISA ao tempo da prova em Long Beach.

### Niki Lauda volta a vencer
No domingo o italiano Andrea de Cesaris manteve a ponta trazendo atrás de si um grupo de adversários que foi reduzido em seu número logo nas primeiras voltas da corrida graças aos incidentes envolvendo Bruno Giacomelli, René Arnoux e Didier Pironi, o que causou a ascensão de Nelson Piquet e também uma aproximação de Niki Lauda em relação ao piloto da Alfa Romeo, líder da prova durante quatorze voltas antes que Lauda o superasse. Entre as voltas dezesseis e dezoito uma disputa férrea entre Keke Rosberg e Gilles Villeneuve terminou com o finlandês da Williams à frente e este logo tomaria o terceiro lugar de John Watson enquanto o canadense da Ferrari rodou, mas foi hábil ao recolocar seu carro na pista logo à frente de Piquet, o sexto colocado. Vítima dos freios, o brasileiro abandonaria à vigésima quinta passagem. Pouco depois os líderes da prova tomaram um susto ao terem que desviar de um caminhão de resgate que cruzou a pista de modo imprudente durante a remoção da Brabham danificada.
Niki Lauda seguia tranquilo em primeiro quando Andrea de Cesaris rodou, bateu no muro e abandonou num evento que fez de Keke Rosberg o segundo colocado a quase cinquenta segundos de distância, porém como o austríaco preferiu diminuir o ritmo e poupar equipamento sua vantagem caiu em mais de meio minuto, mas não impediu sua vitória, a primeira desde o Grande Prêmio da Itália de 1978 com Rosberg e Villeneuve ao seu lado no pódio.
Pouco depois de concluída a prova foi indeferido um protesto da Ferrari contra a vitória de Lauda, mas o time italiano foi vítima de idêntico recurso assinado pela Tyrrell e assim Villeneuve perdeu o terceiro lugar para Riccardo Patrese sob a alegação de irregularidades no aerofólio traseiro, não obstante o desgosto de Maranello. No mundial de pilotos a liderança era de Keke Rosberg (14 pontos) seguido por Alain Prost (13 pontos) e Niki Lauda (12 pontos) com suas respectivas escuderias ponteando o mundial de construtores.

## Classificação da prova
| Pos.    | Nº | Piloto             | Construtor      | Voltas | Tempo/Diferença | Grid | Pontos |
| ------- | -- | ------------------ | --------------- | ------ | --------------- | ---- | ------ |
| 1       | 8  | Niki Lauda         | McLaren-Ford    | 75     | 1:58:25.318     | 2    | 9      |
| 2       | 6  | Keke Rosberg       | Williams-Ford   | 75     | + 14.660        | 8    | 6      |
| DSQ     | 27 | Gilles Villeneuve  | Ferrari         | 75     | + 1:04.288      | 7    | [ 4 ]  |
| 3       | 2  | Riccardo Patrese   | Brabham-Ford    | 75     | + 1:19.143      | 18   | 4      |
| 4       | 3  | Michele Alboreto   | Tyrrell-Ford    | 75     | + 1:20.947      | 12   | 3      |
| 5       | 11 | Elio de Angelis    | Lotus-Ford      | 74     | + 1 volta       | 16   | 2      |
| 6       | 7  | John Watson        | McLaren-Ford    | 74     | + 1 volta       | 11   | 1      |
| 7       | 12 | Nigel Mansell      | Lotus-Ford      | 73     | + 2 voltas      | 17   |        |
| 8       | 17 | Jochen Mass        | March-Ford      | 73     | + 2 voltas      | 21   |        |
| 9       | 18 | Raul Boesel        | March-Ford      | 70     | + 5 voltas      | 23   |        |
| 10      | 4  | Slim Borgudd       | Tyrrell-Ford    | 68     | + 7 voltas      | 24   |        |
| Ret     | 25 | Eddie Cheever      | Ligier-Matra    | 59     | Câmbio          | 13   |        |
| Ret     | 22 | Andrea de Cesaris  | Alfa Romeo      | 33     | Rodou           | 1    |        |
| Ret     | 29 | Brian Henton       | Arrows-Ford     | 32     | Rodou           | 20   |        |
| Ret     | 14 | Roberto Guerrero   | Ensign-Ford     | 27     | Rodou           | 19   |        |
| Ret     | 26 | Jacques Laffite    | Ligier-Matra    | 26     | Rodou           | 15   |        |
| Ret     | 31 | Jean-Pierre Jarier | Osella-Ford     | 26     | Transmissão     | 10   |        |
| Ret     | 1  | Nelson Piquet      | Brabham-Ford    | 25     | Rodou           | 6    |        |
| Ret     | 33 | Derek Daly         | Theodore-Ford   | 23     | Rodou           | 22   |        |
| Ret     | 5  | Mario Andretti     | Williams-Ford   | 19     | Acidente        | 14   |        |
| Ret     | 15 | Alain Prost        | Renault         | 10     | Rodou           | 4    |        |
| Ret     | 28 | Didier Pironi      | Ferrari         | 6      | Rodou           | 9    |        |
| Ret     | 16 | René Arnoux        | Renault         | 5      | Batida          | 3    |        |
| Ret     | 23 | Bruno Giacomelli   | Alfa Romeo      | 5      | Batida          | 5    |        |
| Ret     | 10 | Eliseo Salazar     | Lotus-Ford      | 3      | Batida          | 26   |        |
| Ret     | 9  | Manfred Winkelhock | ATS-Ford        | 1      | Batida          | 25   |        |
| DNQ     | 36 | Teo Fabi           | Toleman-Hart    |        |                 |      |        |
| DNQ     | 32 | Riccardo Paletti   | Osella-Ford     |        |                 |      |        |
| DNQ     | 20 | Chico Serra        | Fittipaldi-Ford |        |                 |      |        |
| DNQ     | 30 | Mauro Baldi        | Arrows-Ford     |        |                 |      |        |
| DNPQ    | 35 | Derek Warwick      | Toleman-Hart    |        |                 |      |        |
| Fontes: |    |                    |                 |        |                 |      |        |

## Tabela do campeonato após a corrida
| Pos.    | Piloto           | Pontos |
| ------- | ---------------- | ------ |
| 1       | Alain Prost      | 18     |
| 2       | Niki Lauda       | 12     |
| 3       | Keke Rosberg     | 8      |
| 4       | John Watson      | 8      |
| 5       | Carlos Reutemann | 6      |
| Fontes: |                  |        |

| Pos.    | Construtor    | Pontos |
| ------- | ------------- | ------ |
| 1       | Renault       | 22     |
| 2       | McLaren-Ford  | 20     |
| 3       | Williams-Ford | 14     |
| 4       | Lotus-Ford    | 6      |
| 5       | Tyrrell-Ford  | 6      |
| Fontes: |               |        |

- Nota: Somente as primeiras cinco posições estão listadas. Entre 1981 e 1990 cada piloto podia computar onze resultados válidos por temporada não havendo descartes no mundial de construtores.